# Ron Harper

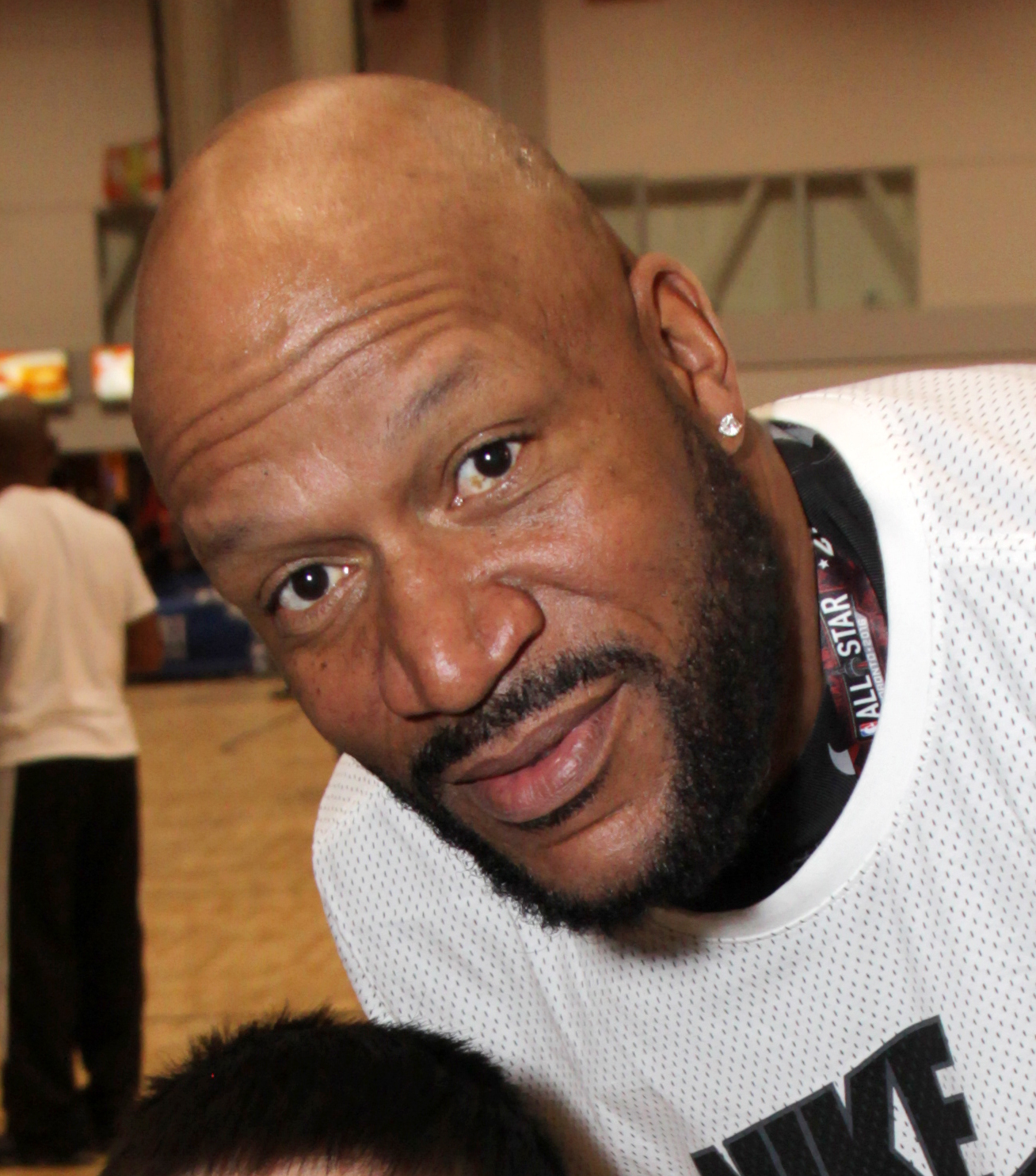
Ron Harper, 2016.

Ronald "Ron" Harper Sr., född 20 januari 1964 i Dayton i Ohio, är en amerikansk före detta professionell basketspelare (SG/PG) som  tillbringade 15 säsonger (1986–2001) i den nordamerikanska basketligan National Basketball Association (NBA), där han spelade för Cleveland Cavaliers, Los Angeles Clippers, Chicago Bulls och Los Angeles Lakers. Under sin karriär gjorde han 13 910 poäng (13,8 poäng per match); 3 916 assists samt 4 309 rebounds, räddningar från att bollen ska hamna i nätkorgen, på 1 009 grundspelsmatcher.
Han draftades av Cleveland Cavaliers 
i första rundan i 1986 års draft som åttonde spelare totalt.
Harper vann Chicago Bulls fjärde, femte och sjätte NBA-mästerskap (1995–1998) på 1990-talet. Han var också med att vinna två NBA-mästerskap med Los Angeles Lakers (1999–2001).
Innan han blev proffs, studerade han vid Miami University och spelade basket för deras idrottsförening Miami Redskins.
Harper har också varit assisterande tränare för Detroit Pistons.
Han är far till Ron Harper Jr.